# راحله بی‌بی کبرا عالم شاهی
راحله بی‌بی کبرا عالم شاهی (زاده: ۱۳۴۷) سیاست‌مدار افغانستانی و نماینده مردم غزنی در دوره پانزدهم مجلس نمایندگان افغانستان است.

## زندگی‌نامه
راحله بی‌بی کبرا عالم شاهی متولد ۱۳۴۷ است. وی دارای مدرک لیسانس و علوم اجتماعی از یکی از دانشگاه‌های ایران است.

## هویت ایرانی
در خصوص هویت راحله بی‌بی کبرا عالم شاهی شبهات جدی مطرح است. ریاست امنیت ملی افغانستان با ارائه اسنادی به دادستانی کل کشور، تابعیت افغانستانی وی را جعلی دانسته و مدعی شده‌است که ایشان ایرانی هستند. یکی از این اسناد ثبت نام وی در اداره سازمان ملل کابل است که وی خود را بیوه و تابعه ایران معرفی کرده‌است. برخی از افراد مدعی شده‌اند که پدر بزرگ مادری وی را از مردم ولسوالی جغتو بوده که با زنی ایرانی ازدواج کرده‌است. مادر راحله بی‌بی کبرا بعدها با یک شهروند ایرانی ازدواج می‌کند و طبق قانون، وی تابعیت پدرش که ایرانی است را کسب می‌کند. وی که دارای دو تذکره که طبق ادعای اداره امنیت ملی افغانستان جعلی می‌باشد توانست در انتخابات مجلس ۱۳۸۴، با کسب ۲۸۳۵ رای، از طرف مردم غزنی به پارلمان راه یابد.

## دیگر فعالیت‌ها
- معلم.[۱]
- روزنامه‌نگار برای روزنامه موفقیت.[۱]
- کارمند مؤسسه مدیکا[۱]